# Monastère de Pleš
Le monastère de Pleš (en serbe cyrillique : Манастир Плеш ; en serbe latin : Manastir Pleš) est un monastère orthodoxe serbe situé à Pleš, dans le district de Rasina et dans la municipalité d'Aleksandrovac en Serbie.
Le monastère est actuellement en activité.

## Présentation
Le monastère est situé dans un secteur dominé par la forteresse de Koznik, qui contrôlait la région de la Župa et la vallée de l'Ibar ; cette forteresse est liée au souvenir de Radič Postupović, élevé à la cour du prince Lazare et ami de son fils, le prince Stefan Lazarević. L'actuel monastère aurait été fondé au début du XVe siècle. Selon la tradition, le monastère et son église ont été endommagés par la grande inondation de la rivière Rasina de 1901 et laissé à l'abandon.
En 1939, les habitants de Pleš ont érigé une nouvelle église plus petite à l'emplacement de l'ancien édifice. L'église actuelle et le konak (résidence monastique) ont été construits entre 1996 et 2003 et, depuis cette époque, le monastère est de nouveau en activité.